# Усть-Пустинка
Усть-Пусти́нка (рос. Усть-Пустынка) — село у складі Краснощоковського району Алтайського краю, Росія. Адміністративний центр та єдиний населений пункт Усть-Пустинської сільської ради.

## Населення
Населення — 426 осіб (2010; 571 у 2002).
Національний склад (станом на 2002 рік):
- росіяни — 97 %